# L'Amour malgré tout
Pour plus de détails, voir Fiche technique et Distribution.
L'Amour malgré tout (Stuck in Love) est une comédie dramatique américaine réalisée par Josh Boone, sortie en 2013.

## Synopsis
Le récit de la relation conflictuelle d'une famille entre le père, un écrivain reconnu, son ex-femme et leurs enfants.

## Fiche technique
- Titre français et québécois : L'amour malgré tout
- Titre original : Stuck in Love
- Réalisation : Josh Boone
- Scénario : Josh Boone
- Producteur : Judy Cairo
- Distribution : Informant Media
- Pays de production :  États-Unis
- Langue originale : anglais
- Budget :
- Genre : Comédie dramatique
- Dates de sortie :
  - États-Unis : 5 juillet 2013
  - Québec : 8 octobre 2013 (directement en DVD)
  - France : 2015 (vidéo à la demande)
- Durée : 97 minutes

## Distribution
| Les jeunes acteurs Lily Collins, Nat Wolff et Logan Lerman à la première du film au TIFF 2012. |  | Les jeunes acteurs Lily Collins, Nat Wolff et Logan Lerman à la première du film au TIFF 2012. |  | Les jeunes acteurs Lily Collins, Nat Wolff et Logan Lerman à la première du film au TIFF 2012. |
| Les jeunes acteurs Lily Collins, Nat Wolff et Logan Lerman à la première du film au TIFF 2012. |  |                                                                                                |  |                                                                                                |

- Greg Kinnear : Bill Borgens
- Jennifer Connelly : Erica
- Lily Collins : Samantha Borgens
- Nat Wolff : Rusty Borgens
- Kristen Bell : Tricia
- Logan Lerman : Louis
- Liana Liberato : Kate
- Michael Goodwin : Professeur Abott
- Stephen King : Stephen King
- Rusty Joiner : Martin
- Patrick Schwarzenegger : Glen
- David Morris : Rodney